# 仁香
仁香（にか、1975年7月7日 - ）は、日本のファッションモデル、ならびに美容スタイリスト。身長171cm、体重50kg、スリーサイズ85-61-87。東京都出身。パールダッシュ所属。
『CanCam』における6年間の専属モデル活動を経て、数多の女性誌に活躍後、ダイエットのためモデル活動を約3年間休止。復帰後、雑誌『STORY〔ストーリィ〕』への露出をはじめ、タレント業、ブランドプロデューサー業など幅広い分野で活動。
一児の母であり、“主婦モデル”や“ママタレント”と紹介されることもある。芳村 仁香（よしむら にか）名義で活動した時期もあった。モデル休業期にエステやゲルマニウム温浴サロンなどを開業、実業家としての活動も行っていた。

## 来歴

### モデル
短期大学在学中の18歳時に『CanCam』の専属モデルとなってモデル業を開始。以後6年間にわたって同誌の専属モデルを務めた。同期に活動していたモデルには長谷川理恵や米倉涼子、藤原紀香などがいた。1996年にカネボウ水着キャンペーンガールへ。『CanCam』を去ってのち26歳時に『Oggi』や『Domani』へ活動の場を移行したが、急激な体重増加によってモデル業を断念し、3年間様々なダイエットの試みにより13kgの減量を成功させた。

### 文筆
2007年に『CanCam』の姉妹誌『AneCan』が創刊すると、同誌上にて『仁香日課』と題した連載を開始。さらに『仁香の新婚生活ドキュメント』と題した連載コラムも持った。出産を経て、自身初の書籍『仁香の幸せ美人道』を2009年に発売。2011年には自身のダイエット経験を綴った『仁香の食べてやせるハッピー脳ダイエット』を発売。好調な売れ行きを示し、すぐに増刷決定に至った。

### ブランド
『Cherry Ann〔チェリーアン〕』という名のアパレルブランドをモデル休業中の2009年に立ち上げ、プロデュースを手掛けてきた。このブランドにより2010年にはカメラのキタムラとのコラボ商品を展開。2012年にはスマートフォンカバーのデザインが注目を集めている。商用ウェブサイト『PRINT BOX〔プリントボックス〕』との共同によるものであった。

### 事業
2005年、ゲルマニウム温浴サロン『Yuan』（癒庵）を渋谷の恵比寿に開業、同年リラクゼーションスパ『LUXE by Yuan』を大手エステ企業の協賛を得て原宿表参道に開業。これらの店舗が軌道に乗るとマスコミの取材を受け、実業家としての活動も注目を集めるようになった。

## ダイエット
モデル休業期間中は、『炭水化物抜きダイエット』や『置き換え食品系ダイエット』、ボクシングジム通い、プール通い、ヨガ、クラシックバレエ、ウォーキング、ならびに家庭用EMS機を用いたものなど多種のダイエットを試行。ついに『ハッピー脳ダイエット』を編み出し、のちの自著『仁香の食べてやせるハッピー脳ダイエット』でまとめると同時に、脳科学者の澤口俊之を招いて科学的検証に基づく言質を取るなどしている。このダイエットの実相については、2012年2月放送の日本テレビ系『人生が変わる1分間の深イイ話』にて取り上げられ、八木真澄や秋野暢子と並んで出演、自ら紹介を行った。

## 脚
美脚の持ち主としてWEB雑誌の「モデルプレス」で記事にされている。脚の長さにはかなり自信を持っており、週刊誌のインタビューでは「国産のGパンやパンツ系は短い」と豪語。2007年になってからも、雑誌『mina』の「あなたが他のモデルに比べて負けないところは？」という質問に対し『脚かな？（笑）昔はコンプレックスだったんです、脚の長さが。座高が低くて体育座りできなかったし。モデルになってはじめて「私の脚ってよかったんだ」って思えるようになりました。』と答えている。CanCamモデル時代の公称股下は80cmだったが、2014年5月10日の自身のブログで「170センチで股下が85センチ」と記している。

## 私生活
川村女子短期大学英文科卒業。
2006年、2歳年上のサラリーマンと結婚。2008年に第1子となる男児を出産した。2015年7月1日、自身のブログにて1年前に離婚していたことを公表。
2018年10月9日、16歳年下のフォトグラファー柴田翔平と再婚。

## 出演

### テレビ
- Bella（1999年4月3日 - 2000年3月25日、名古屋テレビ放送）
- 暮らしのレシピ（2009年5月2日 - 30日、TBS） 共/浜島直子[30]
- 私の何がイケないの?（2011年10月27日 - 2012年2月16日、TBS）共演:有田哲平、高田延彦、森崎友紀、大鶴義丹、大沢あかね、鈴木サチ、佐藤仁美、吉井怜、大林素子、森下千里、仁科仁美、武田修宏[30]
- 押切もえの北海道極上の旅（2012年、制作著作WT、2012年9月30日のBS-TBSで放送、全国の民放各局で時差放送） 共/押切もえ
- ヒルナンデス!（2013年 - 2017年、日本テレビ）
- 日テレポシュレ（2017年 - 2019年、日本テレビ）
- プレバト!!（2021年1月14日、TBS）「3時間SP 古着リメイク」

### ラジオ
- 押切もえのTOKYO DISCOVERY（2014年4月6日 - 、文化放送） 共/押切もえ
- ナイタースペシャル 仁香のサウンドコレクション（2015年6月18日、ニッポン放送） KBCラジオを除くNRN系列局でも同時ネットされる。

### ウェブテレビ
- 安室奈美恵ファッション総選挙　FASHION MOVIE BEST 50（2018年9月9日、AbemaTV）[31]

### CM
- エルセーヌ（1998年 - 2000年）[7]
- セレブレイトスーツ（2009年1月 - 、イオン） 共/Romi、鈴木六夏[32]

## 執筆

### 雑誌連載
- 『CanCam』（専属：1994年5月号 - 2000年5月号）[7]
- 『Pre-mo』（表紙：2008年1月号、2008年3月号）[7]
- 『レタスクラブ』（連載：2009年11月25日 - 2010年11月25日）[7]

### 書籍
- 『東京色―仁香写真集』（光進社、2000/1、ISBN 978-4877610371）- (撮影) 蜷川実花
- 『1人5役　仁香の幸せ美人道』（KKベストセラーズ、2009/4/16、ISBN 978-4584131572）
- 『仁香の食べてやせるハッピー脳ダイエット』（学習研究社、2011/2/2、ISBN 978-4054047747）
- 『ページをめくるだけでセンスがよくなる モデル仁香のおしゃれルール』（中経出版、2013/6/22、ISBN 978-4806147893）
- 『つけて歩くだけで下半身やせ! 美脚整形リング』(講談社の実用BOOK)（講談社、2015/6/9、ISBN 978-4062998284）-  (監修) 長坂 靖子[33]